# St. Stephan (Söcking)

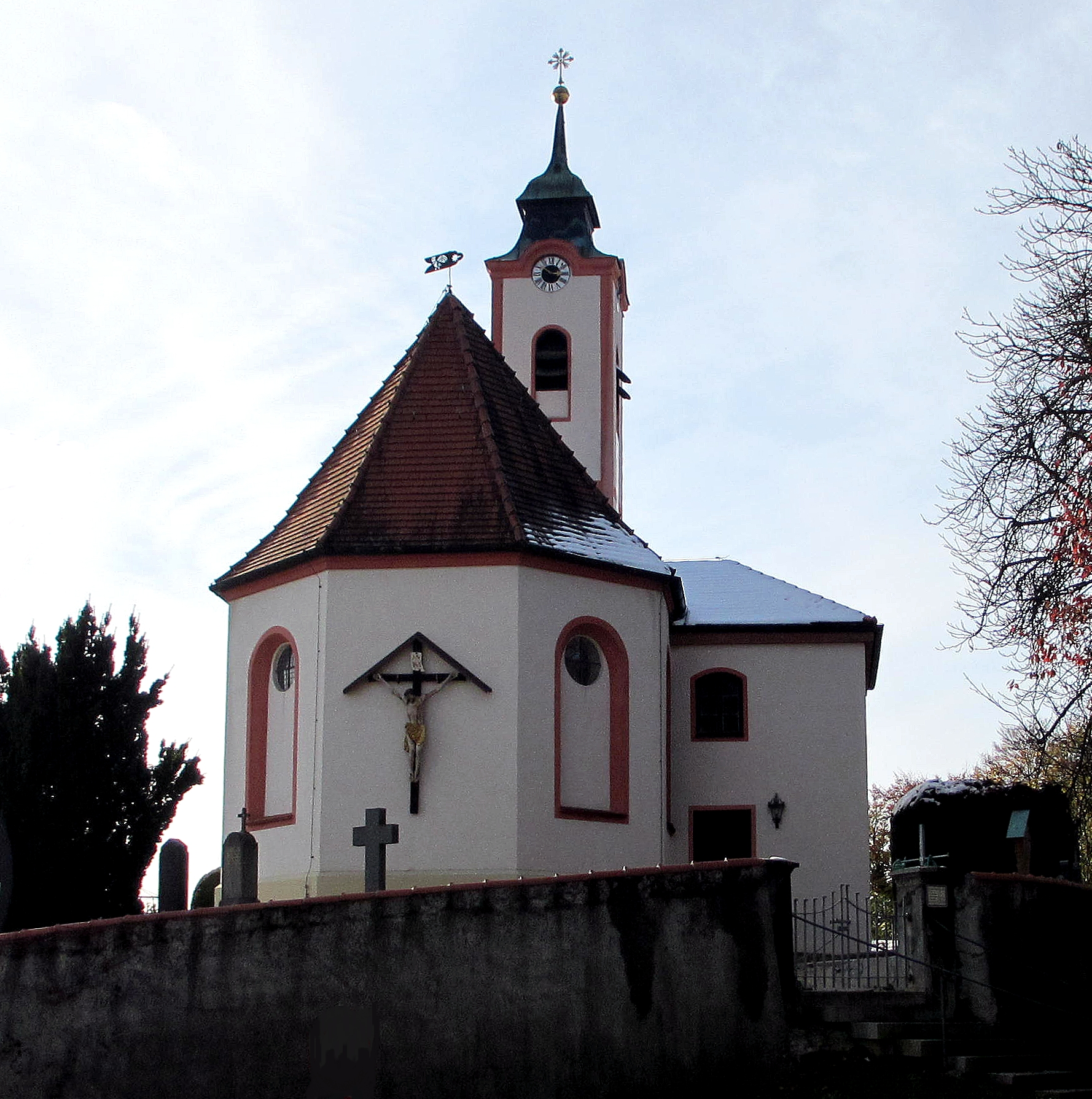
St. Stephan in Söcking

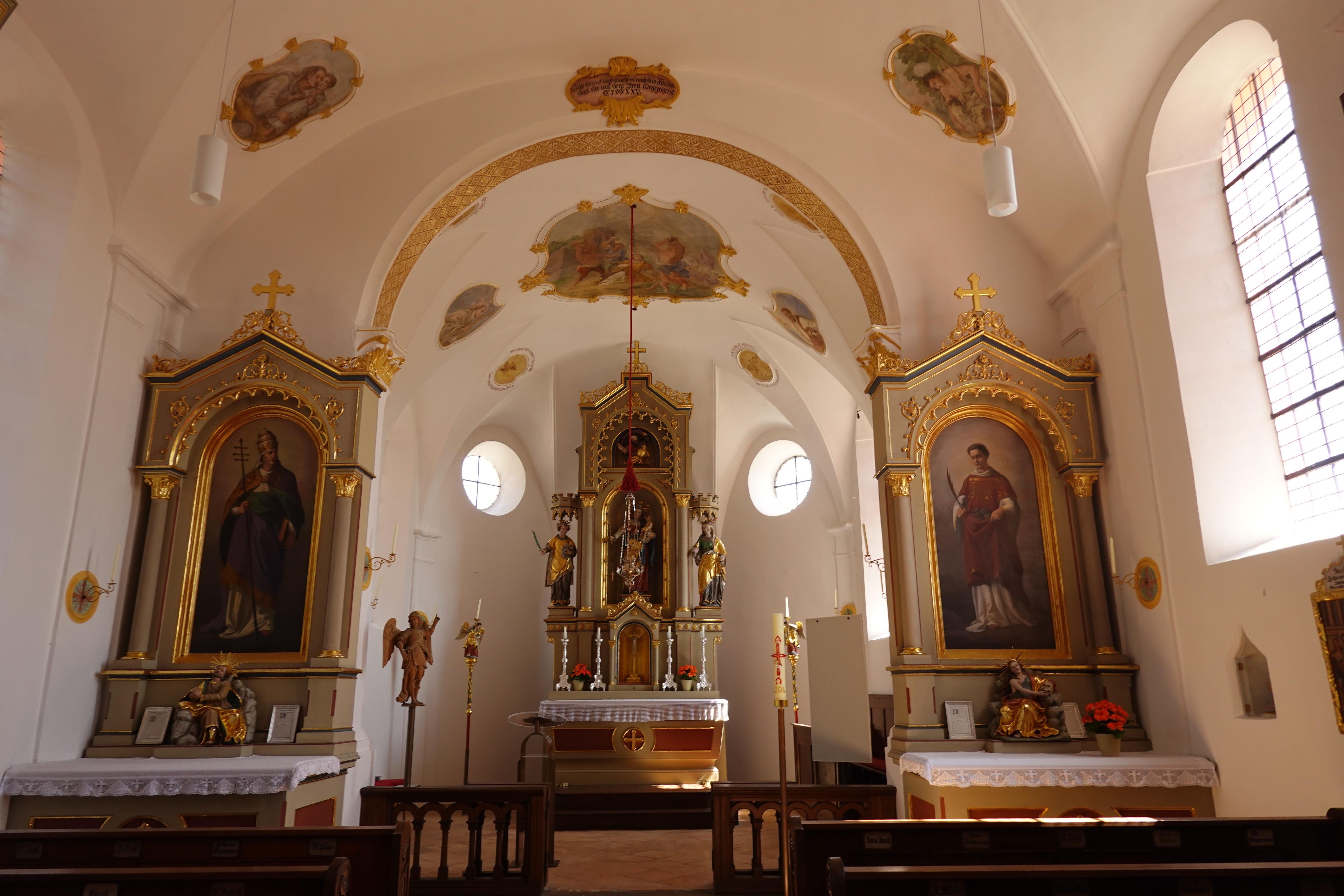
Innenansicht

Die Kirche St. Stephan steht in Söcking, einem Gemeindeteil von Starnberg in Oberbayern. Sie ist in der Liste der Baudenkmäler in Starnberg unter der Nummer D-1-88-139-109 eingetragen und gehört zur Pfarrei St. Ulrich (Söcking) im Dekanat Starnberg des Bistums Augsburg. Bis zum Bau der neuen Pfarrkirche St. Ulrich war sie die Pfarrkirche des Ortes. Seitdem wird sie von der Kirchengemeinde Starnberg mit genutzt, die zum Evangelisch-Lutherischen Dekanat Weilheim der Evangelisch-Lutherischen Kirche in Bayern gehört.

## Beschreibung
Die im Kern spätgotische, im Barock sowie um 1864 umgestaltete Saalkirche besteht aus dem Langhaus, dem eingezogenen, dreiseitig geschlossenen Chor im Osten, der Sakristei an der Nordwand des Chors und dem im Westen halb in das Langhaus eingestellten, mit einem gestaffelten Helm bedeckten Kirchturm. In seinem Glockenstuhl hängen zwei Glocken.
Die Fresken an der Decke des Innenraums werden Johann Baptist Baader zugeschrieben. Der Hochaltar vom Anfang des 18. Jahrhunderts wird von den Skulpturen des Stephanus und der Elisabeth von Thüringen flankiert. In der Nische des Altarretabels steht eine Marienstatue mit Jesuskind als Himmelskönigin.